# 베이스구
베이시 구(한국어: 북시구, 중국어: 北市区, 병음: Běishì Qū)는 중화인민공화국 허베이성 바오딩 시의 행정구역이다. 넓이는 19km2이고, 인구는 2007년 기준으로 330,000명이다.

## 행정 구역
5개 가도, 2개 향을 관할한다.
- 가도: 和平里街道, 五四路街道, 中华路街道, 西关街道, 建华路街道.
- 향: 韩庄乡, 东金庄乡.